# Peris Teréz
Peris Teréz (Chereji-Peris, Kolozsvár, 1932. október 19. –) erdélyi magyar színháztörténész, műfordító.

## Életpályája
Középiskolai tanulmányait szülővárosában végezte (1951), főiskolát az előbb Kolozsvárt, majd Marosvásárhelyen működő Szentgyörgyi István Színművészeti Intézetben (1955). Előbb a Székely Színház, majd a marosvásárhelyi bábszínház tagja (1955-62); a színművészeti főiskola tanára 1990-ig. Nyugdíjasként 1993-tól a Román Akadémia keretében működő, etnikai kérdéseket és társadalmi kommunikációt vizsgáló európai központ kutatója. 1973-ban színházelméletből és színháztörténetből doktorált Bukarestben.
Közölte a kolozsvári Állami Magyar Színházban bemutatott román színdarabok kronológiáját (Studii și Cercetări de Istoria Artelor 1970/1. és 1971/1); áttekintette Victor Eftimiu és Traian Grozăvescu erdélyi magyar színpadi jelenlétének történetét (ugyanott 1971/2); értékelte Ion Luca Caragiale Elveszett levél című darabjának kolozsvári fogadtatását (Korunk 1973/9); A kultúra, egyetlen közösség című tanulmányát A Hét 1981-es Évkönyve, Eminescu költészetének magyar recepciójáról írott összefoglalóját a Clujul literar și artistic (Kolozsvár 1981) című kötet közölte.
Fordításában került magyar színpadra Mihail Sebastian A sziget, Alexandru Voitin Jusztiniánus kincse és Horia Lovinescu Az utolsó futam című drámája.
Tanulmánya a román-magyar színházi, irodalmi, művészeti kapcsolatokról 1860 és 1940 között a Dacia Könyvkiadónál 1977-ben román nyelven, ennek rövidített magyar változata a pécsi Magyar-Román Baráti Társaság évkönyvében (1991) jelent meg.